# William Bagot (1er baron Bagot)
Pour les articles homonymes, voir William Bagot et Bagot.
William Bagot, 1er baron Bagot (28 février 1728 - 22 octobre 1798), connu sous le nom de William Bagot, 6e baronnet, de 1768 à 1780, est un homme politique britannique qui siège à la Chambre des communes de 1754 à 1780. Il est ensuite élevé à la pairie comme baron Bagot.

## Biographie
Il est le fils de Walter Bagot (5e baronnet), et de son épouse, Barbara Legge. Il fait ses études au Magdalen College, à Oxford et obtient une maîtrise en arts en 1749 et un doctorat en droit civil en 1754.

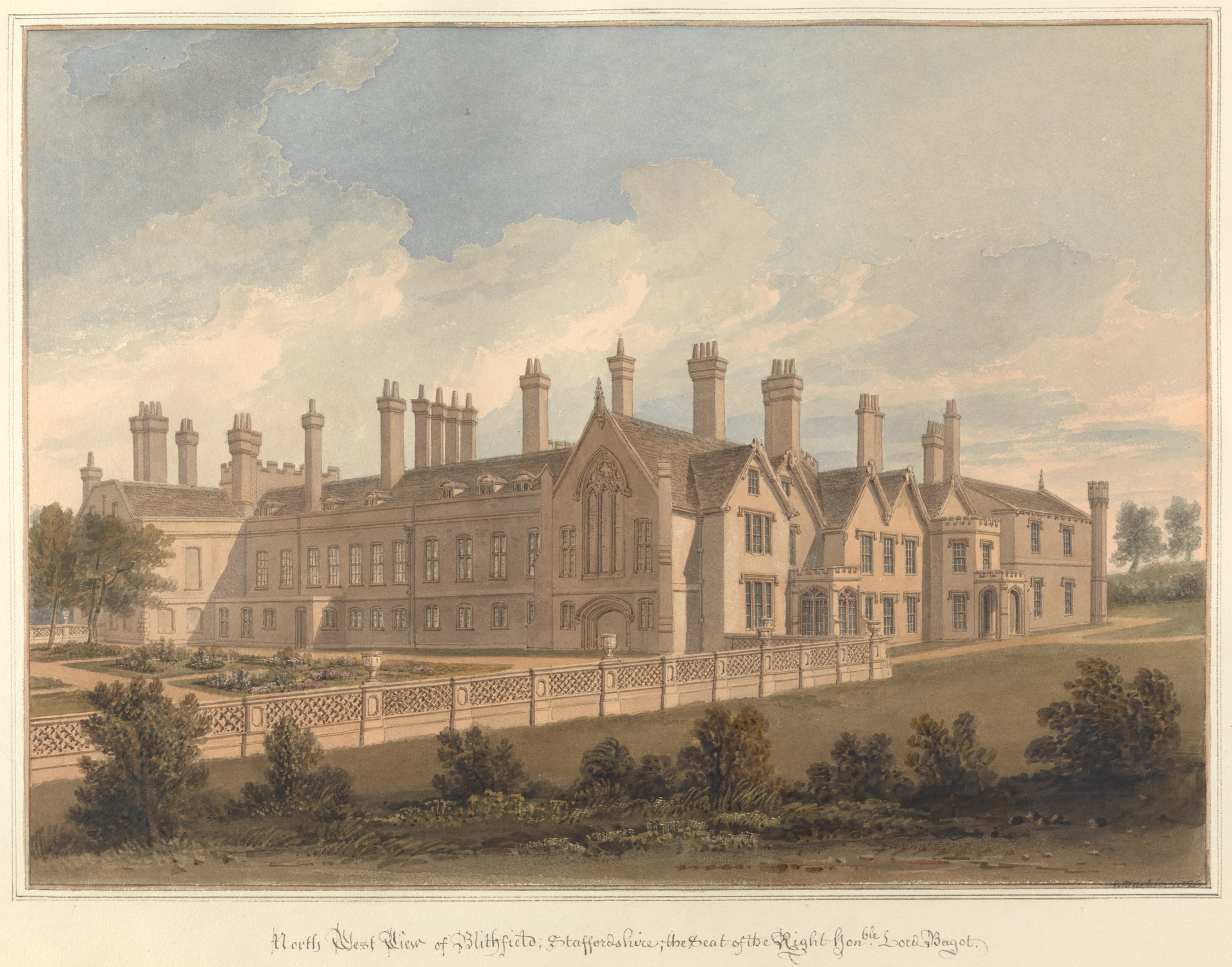
Blithfield Hall, c.1850

Il siège ensuite au Parlement pour le Staffordshire de 1754 à 1780. En 1768, il succède à son père comme baronnet de Blithfield, dans le Staffordshire, et hérite du domaine familial de Blithfield Hall. Le 17 octobre 1780, il est élevé à la pairie de Grande-Bretagne sous le nom de baron Bagot, de Bagot's Bromley, dans le comté de Stafford.
Il meurt à Londres le 22 octobre 1798, à l'âge de 70 ans. Son fils aîné, William Bagot (2e baron Bagot), lui succède.

## Famille
Il épouse le 20 août 1760 Elizabeth St John, fille de John St John (2e vicomte St John), à Wroxham, Oxon. Ils ont 8 enfants, dont William, son successeur, mais trois meurent en moins de 3 jours. Ses autres fils sont Charles Bagot et Richard Bagot. Lady Bagot est morte en 1820.